# Hydroglyphus thienemanni
Hydroglyphus thienemanni är en skalbaggsart som först beskrevs av Csiki 1938.  Hydroglyphus thienemanni ingår i släktet Hydroglyphus och familjen dykare. Inga underarter finns listade i Catalogue of Life.